# Auzeville-Tolosane
Auzeville-Tolosane – miejscowość i gmina we Francji, w regionie Oksytania, w departamencie Górna Garonna.
Według danych na rok 1990 gminę zamieszkiwało 2000 osób, a gęstość zaludnienia wynosiła 300 osób/km² (wśród 3020 gmin regionu Midi-Pireneje Auzeville-Tolosane plasuje się na 184. miejscu pod względem liczby ludności, natomiast pod względem powierzchni na miejscu 1354.).